# Cratere Abellio
Abellio  è un cratere sulla superficie di Cerere.